# Scott Asheton
Scott Asheton (ur. 16 sierpnia 1949 w Waszyngtonie, zm. 15 marca 2014 w Ann Arbor) – amerykański perkusista rockowy, współzałożyciel zespołu The Stooges.

## Kariera
W 1967 utworzył wraz z bratem Ronem (gitara), kolegą z sąsiedztwa Dave'em Alexanderem (gitara basowa) oraz Iggym Popem (wokal) zespół The Stooges, z którym występował do jego rozpadu w 1974. Jako jedyny z członków zespołu współpracował później z Iggym (jako już wykonawcą solowym) podczas jego europejskiej trasy w 1978. W tym czasie był również perkusistą w zespole Sonic's Rendezvous Band oraz w grupie towarzyszącej Scottowi Morganowi. Następnie pojawił się w składach: Destroy All Monsters oraz Dark Carnival. W 2003 razem z Ronem wziął udział w nagraniu czterech utworów na płytę Popa Skull Ring. Niewiele później we trzech ogłosili reaktywację The Stooges (z Mikiem Wattem w miejsce Alexandera), z którym występował do śmierci. Był  żonaty, miał córkę Leannę (Asheton) oraz dwóch pasierbów: Simona i Aarona (Wallis).